# 22. stoletje pr. n. št.
Dvaindvajseto stoletje pr. n. št. obsega leta od 2200 pr. n. št. do vključno 2101 pr. n. št.

## Kronologija
Kronologija 22. stoletja pr. n. št. zajema pregled najpomembnejših svetovnih dogodkov v tem stoletju.

## Glavni dogodki
- Ur-Nammu iz Ura je premagal Gutijce in poskrbel za kratkotrajni sumerski preporod.
- Potem ko se je Egipt razširil v notranjost Nubije in v zahodno Azijo se je Stara država končala leta 2181 pr. n. št. z zlomom osrednje vlade.

## Dogodki v Evropi
- O trgovini na večje razdalje priča obsidian (naravno, vulkansko steklo, ki so ga uporabljali za nakit) prinešen iz Italije, katerega so našli v nekaterih slovenskih neolitskih najdiščih, med drugimi tudi v Predjami.

## Umetnost in arhitektura
- Več kipov slovitega lagaškega vladarja Gudee, izklesanih okoli leta 2130 pr. n. št. iz diorita je delo sumerskega umetniškega preporoda.
- Minojsko keramiko, nastalo med leti 2200 pr. n. št do 2000 pr. n. št. predstavljajo lončeni izdelki z belim loščem na temnem ozadju.

## Glasba
- Antifonalne oblike petja, v katerih si odpevata dva zbora ali duhovnik in zbor so nastale v obredni glasbi sumerskih svetišč okoli leta 2200 pr. n. št.